# أبوسوم شمالي أحمر الجانب
أبوسوم شمالي أحمر الجانب (الاسم العلمي:Monodelphis brevicaudata)، هو نوع من الأبوسوم يتواجد في بوليفيا، البرازيل. غيانا الفرنسية وغيانا وسورينام وفنزويلا.